# Midge Ure
James "Midge" Ure, (Cambuslang, South Lanarkshire, 10. listopada 1953.) je britanski (škotski) glazbenik koji je između ostalog bio pjevač sastava Ultravox.
1984. je zajedno s Bobom Geldofom napisao hit, Do They Know It's Christmas?, koji je postao poznat diljem svijeta preko Band Aida, čiji cilj je bio skupiti novac za gladne u Etiopiji.
Midge Ure radi i kao producent, a Steve Harley i Strasse su neka od imena za koja je radio.
U vezi s tzv. sastankom G8 skupine u srpnju 2005. u Škotskoj, organizirao je zajedno s Geldofom niz koncerata s nazivom Live 8. Cilj koncerata bio je privlačenje pozornosti učesnika na konferenciji za pomoć afričkom kontinentu.
Midge Ure je odlikovan 2005. s "OBE" - Officer of the Order of the British Empire - za svoje glazbene zasluge i karitativni rad.

## Diskografija

### Solo albumi
- The Gift (1986.)
- Answers to Nothing (1988.)
- Pure (1991.)
- If I Was - the Very Best of Midge Ure and Ultravox (1993.)
- Breathe (1996.)
- Midge Ure - Live in Concert (1999.)
- Move Me (2001.)
- Glorious Noise (Breathe Live) (2001.)
- The Very Best of Midge Ure & Ultravox (2001.)
- Little Orphans (2001.)
- 10 (2008.)

## Angažman
- Slik
- Thin Lizzy US Tour
- Visage
- Ultravox
- Band Aid
- Rich Kids s Glenom Matlockom

## Vanjske poveznice
Midge Ure